# The Division Bell
《The Division Bell》은 영국 밴드 핑크 플로이드가 1994년 발표한 음반이다. 밴드 통산 14번째 정규 앨범이자, 영국과 미국, 노르웨이, 오스트레일리아에서 모두 앨범 차트 1위를 기록했다.

## 곡 목록
Wearing the Inside Out을 제외하고 모든 곡은 길모어가 불렀다. (6번째 곡 Wearing the Inside Out은 리차드 라이트와 길모어가 함께 불렀다.)
1. "Cluster One" (데이빗 길모어, 리차드 라이트) – 5:58
2. "What Do You Want from Me?" (길모어, 라이트, 폴리 샘슨) – 4:21
3. "Poles Apart" (길모어, 샘슨, 닉 레이어드-클로우) – 7:04
4. "Marooned" (길모어, 라이트) – 5:29
5. "A Great Day for Freedom" (길모어, 샘슨) – 4:17
6. "Wearing the Inside Out" (라이트, 앤소니 무어) – 6:49
7. "Take It Back" (길모어, 샘슨, 레이어드-클로우, 밥 에즈린) – 6:12
8. "Coming Back to Life" (길모어) – 6:19
9. "Keep Talking" (길모어, 라이트, 샘슨) – 6:11
10. "Lost for Words" (길모어, 샘슨) – 5:14
11. "High Hopes" (길모어, 샘슨) – 8:32